# David Plouffe
Pour les articles homonymes, voir Plouffe.
 (septembre 2015).
David Plouffe, né le 27 mai 1967, est un conseiller politique et lobbyiste américain.  Il est connu pour avoir été conseiller du président des États-Unis Barack Obama du 10 janvier 2011, succédant à David Axelrod, au 25 janvier 2013.
Il a été directeur de campagne de la campagne présidentielle de Barack Obama en 2008, et a été conseiller de plusieurs personnalités du Parti démocrate durant sa carrière.
Il est depuis 2015 conseiller stratégique d’Uber, avec pour fonction de démarcher les collectivités locales pour « les aider à moderniser leur cadre juridique ». En janvier 2017, il devient lobbyiste en chef de l'organisation caritative de Mark Zuckerberg, la Chan Zuckerberg Initiative.